# Titantetraklorid
Titantetraklorid är en kemisk förening av titan och klor med formeln TiCl4. Det är en metallhalogen med den ovanliga egenskapen att den är mycket flyktig.

## Framställning
Titantetraklorid framställs genom reduktion av titanmalm, till exempel ilmenit (FeTiO3), med kol i en atmosfär av klorgas vid ca 900 °C.
{\displaystyle {\rm {2\ FeTiO_{3}+7\ Cl_{2}+6\ C\rightarrow 2\ TiCl_{4}+2\ FeCl_{3}+6\ CO}}}
Förutom den oönskade biprodukten järn(III)klorid innehåller titantetraklorid framställd av malm även andra metallklorider.

## Användning

### Framställning av titan
Huvuddelen av världsproduktionen av metallisk titan framställs av titantetraklorid genom reduktion med magnesium. Framställning av titan ur ilmenit eller rutil via titantetraklorid kallas Kroll-processen.
{\displaystyle {\rm {2\ Mg+TiCl_{4}\rightarrow 2\ MgCl_{2}+Ti}}}

### Framställning av titandioxid
Mycket titantetraklorid används för att tillverka titandioxid genom hydrolys i vatten.
{\displaystyle {\rm {TiCl_{4}+2\ H_{2}O\rightarrow TiO_{2}+4\ HCl}}}

### Rökridåer

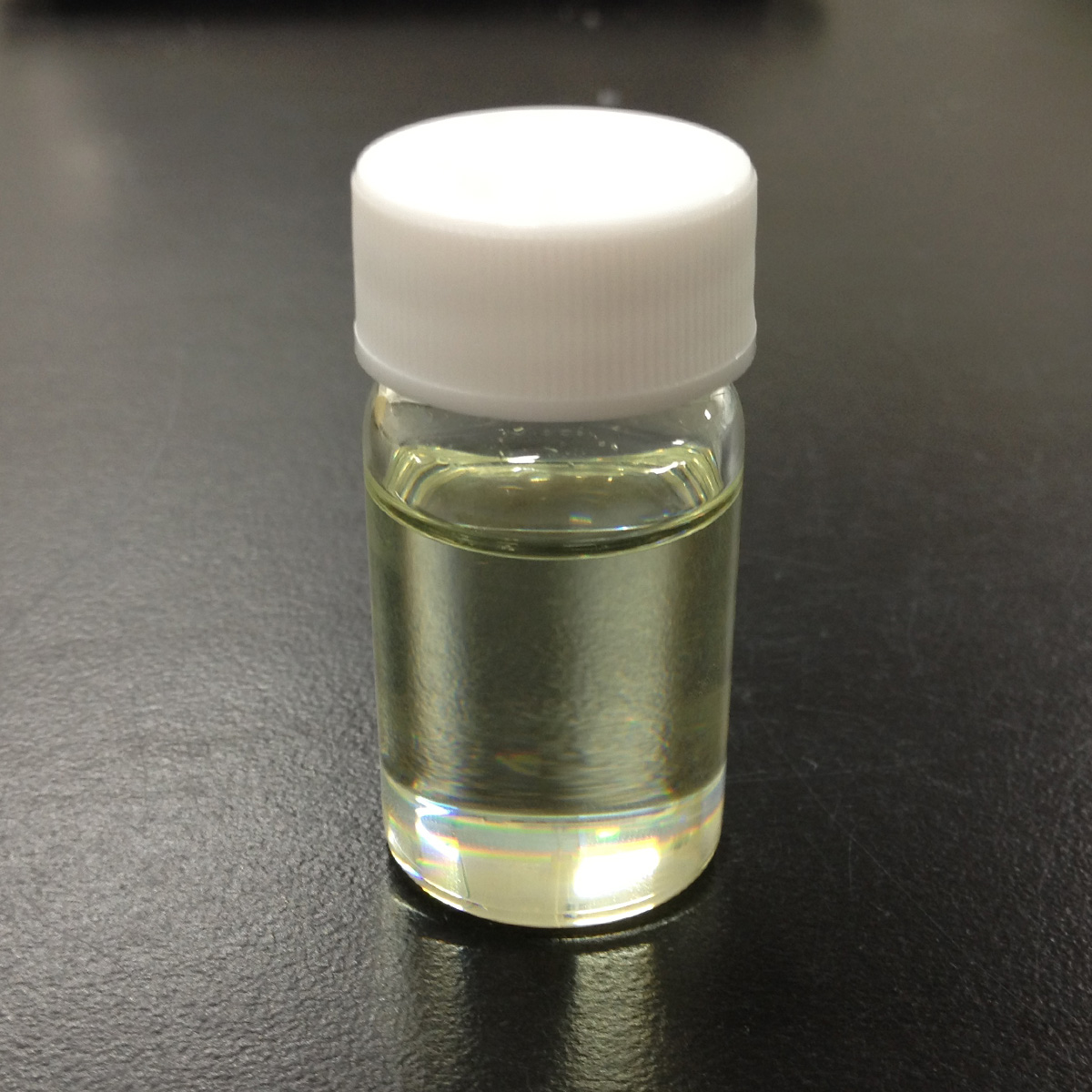

När titantetraklorid reagerar med vattenånga bildas moln av titandioxid (TiO2) och saltsyra (HCl). Saltsyran är hygroskopisk och absorberar mer fukt ur luften och bildar droppar som ger en tät dimma. Titandioxidens ovanligt höga brytningsindex hjälper också till att göra molnet ogenomträngligt för ljus. Titantetraklorid användes därför tidigare inom sjökrigföringen för att producera effektiva rökridåer, men eftersom saltsyran gör röken frätande har den tagits ur bruk.